# School for Games
Die School for Games ist eine 2011 gegründete und staatlich anerkannte Berufsfachschule in Berlin. Als solche bietet sie neben schulischen Vollzeitausbildungen in verschiedenen Fachbereichen der Spieleentwicklung auch Workshops zu Fachthemen an. Darüber hinaus gehören Mitarbeiterschulungen für Unternehmen mit speziellen Trainings zum Programm der privaten Bildungseinrichtung. Als Schulleiter fungiert Enrico Rappsilber.

## Geschichte
Die School for Games wurde im Jahre 2011 von Felix Wittkopf, Enrico Rappsilber, Uwe Timm und Daniel Höpfner gegründet. Alle vier Gründer waren bereits vorab in der Games-Industrie in verschiedenen Rollen tätig. Die Teilnahme am b-p-w Businessplan-Wettbewerbs wurde mit einem 4. Platz von über 200 Einreichungen im Jahr 2011 abgeschlossen. Mit Aufnahme des Schulbetriebs besaß die School for Games den Status einer angezeigten Ergänzungsschule nach dem Berliner Schulgesetz. Seit 2018 hat die School for Games den Status einer anerkannten Ergänzungsschule. Dadurch besteht die Möglichkeit der Förderung über das Bundesausbildungsförderungsgesetz und den KfW-Bildungkredit.
Seit Februar 2022 ist die School for Games auch in Hamburg vertreten.

## Ausbildungen
- Game Development (2 Jahre Vollzeit)
- Game Graphics (2 Jahre Vollzeit)
- Game Engineering (2 Jahre Vollzeit)
- div. Workshops (ein- bis mehrtägig)

Die Ausbildungsprogramme sind modular nach dem ECTS aufgebaut: Sie beinhalten 12 Module mit insgesamt über 100 Kursen. Das sind allgemeinbildende und berufsbildende Lehrveranstaltungen. Das Programm endet nach mindestens vier Semestern bzw. sechs Semestern mit den Abschlussprüfungen der Ausbildung. Bei erfolgreichem Absolvieren der Modul- und Abschlussprüfungen des Programms erhalten die Teilnehmer insgesamt 120 ECTS-Credits. Bei einer verlängerten Ausbildungszeit werden entsprechend mehr Creditpoints vergeben. Diese Creditpoints können von Fachhochschulen und Universitäten gelesen und somit anerkannt werden.